# Ulrich Leisinger
Ulrich Leisinger (* 1964 in Baden-Baden) ist ein deutscher Musikwissenschaftler und Direktor der Forschungsabteilung der Internationalen Stiftung Mozarteum in Salzburg.

## Leben und Wirken
Leisinger wurde 1992 an der Universität Heidelberg promoviert, Thema seiner Dissertation war eine Arbeit über Joseph Haydn und die Entwicklung des klassischen Klavierstils. Anschließend ging er bis 2004 an das Bach-Archiv Leipzig, zunächst als wissenschaftlicher Mitarbeiter und später als stellvertretender Direktor der Forschung. In den Jahren 2004/2005 war Leisinger Gastprofessor an der Cornell University in Ithaca, New York.
Seit Juli 2005 ist Leisinger Herausgeber der Neuen Mozart-Ausgabe und der Digitalen Mozart-Ausgabe, die von der Stiftung Mozarteum veröffentlicht und dem Packard Humanities Institute, Los Altos, Kalifornien, finanziert wurden. Außerdem ist Leisinger Herausgeber von Neuausgaben großer Werke der Chorliteratur beim Carus-Verlag.
Ein Schwerpunkt seiner Forschungsarbeit gilt Johann Christoph Friedrich Bach, dem sogenannten „Bückeburger Bach“, dessen Briefe und Dokumente er 2011 im Georg Olms Verlag herausgegeben und dessen Thematisch-systematisches Verzeichnis der musikalischen Werke (BR-JCFB) er für den Carus-Verlag 2013 erstellt hat.
Rolando Villazon dankte Leisinger im Nachwort seines Romans Amadeus auf dem Fahrrad (2020) „für seine beharrliche, gründliche und freundliche Lektüre sowie für seine zuverlässige Führung durch die Historie“.